# Eskil (Turcja)
Eskil − miasto w Turcji, w prowincji Aksaray, stolica dystryktu Eskil. Liczy 22 125 mieszkańców. Położone w krainie Kapadocja.